# Phyllanthus cacuminum
Phyllanthus cacuminum är en emblikaväxtart som beskrevs av Johannes Müller Argoviensis. Phyllanthus cacuminum ingår i släktet Phyllanthus och familjen emblikaväxter.
Artens utbredningsområde är Java. Inga underarter finns listade i Catalogue of Life.